# Otto zu Solms-Rödelheim
Otto Graf zu Solms-Rödelheim und Assenheim (* 5. Juni 1829 in Assenheim; † 31. August 1904 in Altenhagen) war ein preußischer Politiker und Gutsbesitzer in Pommern.

## Leben
Otto zu Solms-Rödelheim entstammte dem hessischen Adelsgeschlecht Solms. Er war ein Sohn des Grafen Carl zu Solms-Rödelheim (1790–1844) und Luise Amalie geb. Gräfin von Erbach-Schönberg (1795–1875). Sein älterer Bruder Maximilian zu Solms-Rödelheim war als Senior des Hauses geborenes Mitglied der Ersten Kammer der Landstände des Großherzogtums Hessen und später des Preußischen Herrenhauses.
Er beendete seine militärische Laufbahn mit dem Dienstgrad Hauptmann. Später übernahm er das Rittergut Altenhagen im Kreis Franzburg. Ab 1867 war er Rechtsritter des Johanniterordens. 1878 wurde er Mitglied des Provinziallandtags der Provinz Pommern. Von 1879 bis 1904 gehörte er den Konservativen im Preußischen Abgeordnetenhaus für den Wahlbezirk Regierungsbezirk Stralsund 1 (Rügen, Franzburg, Stralsund) an.
Am 7. Dezember 1865 heiratete er in Schlemmin Emma von Thun (1834–1900), Tochter des Wilhelm Ulrich von Thun und Witwe des Grafen Johannes zu Stolberg-Wernigerode. Mit ihr hatte er einen Sohn Kuno (1872–1945) und eine Tochter Bertha (1869–1939), die 1892 den Grafen Leonhard zu Stolberg-Wernigerode (1853–1914) heiratete.